# Paramontastraea serageldini
Espèce
Paramontastraea serageldini est une espèce de coraux appartenant à la famille des Merulinidae.